# 贾尔拉帕坦
贾尔拉帕坦（Jhalrapatan），是印度拉贾斯坦邦Jhalawar县的一个城镇。总人口30112（2001年）。

## 人口
该地2001年总人口30112人，其中男性15743人，女性14369人；0—6岁人口4683人，其中男2516人，女2167人；识字率68.77%，其中男性为76.59%，女性为60.21%。